# Bronisław Jóźwik
Bronisław Jóźwik (ur. 14 maja 1923 w Chłopicach, zm. 2 marca 1971 w Przemyślu) – kanonier Polskich Sił Zbrojnych na Zachodzie, żołnierz 17 Pułku 6 Lwowskiej Dywizji Piechoty, 7 Batalionu 3 Dywizji Strzelców Karpackich oraz Dywizjonu Artylerii Przeciwpancernej 1 Samodzielnej Brygady Spadochronowej, z którym wziął udział w Operacji Market Garden.

## Życiorys
Służbę wojskową rozpoczął w trakcie II wojny światowej. Podczas zesłania na Syberię wcielony został 13 września 1941 r. do Armii Polskiej na Wschodzie. Przydzielony do 17 Pułku 6 Lwowskiej Dywizji Piechoty, a następnie do 7 Batalionu 3 Dywizji Strzelców Karpackich przebył Bliski Wschód.
Następnie przeniesiony został do Wielkiej Brytanii, gdzie służbę rozpoczął w 1 Samodzielnej Brygadzie Spadochronowej. Razem z Dywizjonem Artylerii Przeciwpancernej 1 SBS wziął udział w Operacji Market Garden.
Do walki w ramach operacji Market Garden został włączony 19 września 1944 roku razem z II rzutem szybowcowym 1 SBS. Lądował na lądowisku LZ – L w szybowcu Horsa nr 129.
W trakcie bitwy pod Arnhem-Driel w Holandii 20 września 1944 roku wzięty został do niewoli, a następnie osadzono go w obozie jenieckim w Dachau. W niewoli niemieckiej przebywał do 16 kwietnia 1945 roku.
Po ucieczce z obozu przekroczył linię frontu, a następnie przedostał się do Wielkiej Brytanii i macierzystej 1 SBS.
Dnia 18 grudnia 1946 roku  zwolniony został ze służby w Polskich Sił Zbrojnych w Wielkiej Brytanii, po czym repatriował do Polski.
Po powrocie do ojczyzny był wielokrotnie przesłuchiwany i represjonowany przez UB i SB.
Zmarł 2 marca 1971 roku w Przemyślu. Pochowany jest na cmentarzu głównym w Przemyślu.

## Odznaczenia
Za udział w Operacji Market Garden został odznaczony Bojowym Znakiem Spadochronowym o numerze 4233 oraz Wieńcem Bojowym nr 1561.
Otrzymał także Medal Wojska, Gwiazdę za wojnę 1939-1945, Gwiazdę za Francję i Niemcy, Medal Obrony, Medal Wojny 1939-1945.